# Brots de passió
Brots de passió (títol original: By Love Possessed) és una pel·lícula dramàtica estatunidenca de 1961 distribuïda per United Artists. La pel·lícula va ser dirigida per John Sturges, i escrita per Charles Schnee, basada en la novel·la de James Gould Cozzens. Està doblada al català.
Lana Turner, Efrem Zimbalist Jr., Jason Robards Jr., George Hamilton i Susan Kohner encapçalen el repartiment. Hamilton ho va anomenar "un Peyton Place de la Ivy League". El repartiment de suport compta amb Thomas Mitchell, Barbara Bel Geddes, Everett Sloane, Carroll O'Connor i Jean Willes.
El tema principal és interpretat per Vic Damone. Aquest va ser el primer projecte cinematogràfic del director Sturges després del seu clàssic western, Els set magnífics .
El 19 de juliol de 1961, aquesta es va convertir en la primera pel·lícula en vol que es va mostrar regularment en un vol d'una línia aèria programada per Trans World Airlines als seus passatgers de primera classe.
Walter Mirisch va dir més tard "La manca d'èxit artístic o comercial de Brots de passió ... va ser un cop psicològic i emocional, així com una gran decepció personal".

## Argument
En un despatx d'advocats de Massachusetts, Arthur Winner, Julius Penrose i Noah Tuttle són socis i cadascú té un problema constant a la seva vida personal.
La Clarissa, casada amb l'Arthur, se sent poc estimada. La Marjorie, la dona d'en Julius, ha d'enfrontar-se al seu autoodi, fruit d'un accident de cotxe que el va deixar paralitzat. Està deprimit i creu que la Marjorie ja no el troba desitjable. Les complexes emocions finalment porten a una aventura entre la Marjorie i l'Arthur.

## Repartiment
- Lana Turner com Marjorie Penrose
- Efrem Zimbalist Jr. com Arthur Winner
- Jason Robards Jr. com Julius Penrose
- George Hamilton com Warren Winner
- Susan Kohner com Helen Detweiler
- Thomas Mitchell com Noah Tuttle
- Barbara Bel Geddes com Clarissa Winner
- Everett Sloane com Dr. Reggie Shaw
- Yvonne Craig com Veronica Kovacs
- Frank Maxwell com Jerry Brophy
- Carroll O'Connor com Bernie Breck
- Jean Willes com Junie McCarthy

## Producció
Els drets cinematogràfics de la novel·la van ser comprats per United Artists, que originalment tenia previst produir-la amb Seven Arts. Quan Seven Arts i United Artists van rescindir el seu acord, United Artists va prendre possessió del material i es va apropar a Walter Mirisch per produir-lo. (També hi havia dues propietats més, West Side Story i Two for the Seasaw). Mirisch va contractar a Charle Schnee per escriure el guió que es va oferir a John Sturges que va acceptar dirigir-lo.
Lana Turner va acceptar protagonitzar i el protagonisme masculí es va donar a Effrem Zimbalist Jr. Mirisch va dir "esperàvem que el fet de fer-lo amb Lana a la nostra pel·lícula el convertiria en una estrella de cinema". Warren Beatty va rebutjar el paper interpretat per George Hamilton. Charlton Heston també va rebutjar un paper principal.
Segons Mirisch, Lana Turner exigia constantment canvis de guió. Isobel Lennart va treballar en el guió. Els canvis van molestar a Schnee que va utilitzar un pseudònim, "John Denis".
Mirisch va admetre que Sturges "estava més a gust amb temes d'acció masculins que no pas amb telenovel·les... però vaig ser culpable d'ignorar els meus recels i de voler mantenir-lo involucrat en un dels nostres projectes en lloc de deixar-lo acceptar una missió. en un altre lloc mentre estàvem fent la preparació del guió de La gran evasió ".
John Sturges va recordar més tard que "li va agradar el guió original" que va escriure Schnee, però "en una sèrie de coses que van sorgir es van encallar. Cinc mentalitats diferents. El que pensava la senyoreta Lana Turner. El que pensava Walter Mirisch. El que pensava United Artists. El que pensava Charlie Schnee... Quan estiguéssim preparats per començar, mai hauria fet la pel·lícula si hagués triat".